# Synodontis batesii
Synodontis batesii är en fiskart som beskrevs av Boulenger, 1907. Synodontis batesii ingår i släktet Synodontis och familjen Mochokidae. IUCN kategoriserar arten globalt som livskraftig. Inga underarter finns listade i Catalogue of Life.